# 万家丽路
万家丽路（原名火星路）为湖南省长沙市继芙蓉路之后第二大南北主干道。已开通里程北起长沙县星沙蟠龙路，南至芙蓉南路暮云段，由由南至北途径长沙县暮云镇、雨花区、芙蓉区、开福区和长沙县星沙城区，总长29.23公里。
雨花区段，雨花区段北起人民东路，南至长沙县界，全长13.866公里，规划路幅宽66米，绿化控制86米，系长沙市重点工程。整个工程按200年一遇的防洪标准设计，双向六车道，两边分设10米宽绿化带，设计车速60公里/小时，建设标准为城市一级主干道，地下设施包括自来水、电讯、电力、网络、燃气、光缆及雨污排水配套。机动车路面采用SBS改性沥青砼路面，人行道铺嵌彩色人行道板，工程包含圭塘河桥、天际岭440米双孔隧道。道路总投资12.55亿元，其中拆迁1.989亿元，工程10.56亿元。共分四期完成，自一期工程2001年1月8日动工，2004年4月全线贯通。
- 一期工程北起人民东路，南至木莲冲路，包括圭塘河大桥一座，长5967米，概算总投资4.7亿元，其中拆迁1.28亿元，工程3.42亿元，由华润投资公司以土地回报方式投资修建，2001年1月8日动工，2002年10月1日竣工。
- 二期工程北起木莲冲路，南至湘府路，长2008米，由火星投资公司以土地回报方式投资修建。总投资1.48亿元，其中拆迁0.2亿元，工程1.28亿元，于2002年10月动工，2003年10月1日竣工。
- 三期工程北起湘府路，南至南三环，其中包括天际岭隧道工程，长3691米，由同力投资公司以土地回报方式投资建设，于2003年3月28日正式动工。天际岭隧道在施工过程中，由于地质情况复杂不得已对设计图纸和施工组织方案进行了较大变更，致使工程造价超原预算。2004年10月，同力公司在完成该路段道路建设和隧道西洞工程后，因无力承担后续建设资金而申请退出，退出时已完成投资4.59亿元，隧道东洞工程于次年进行了重新招商。
- 四期工程北起南三环，南至长沙县界，横贯省环保科技产业园，成为园区主要干道，长2200米，由鑫霖置业有限公司以土地回报方式投资修建，于2003年4月动工，2004年4月竣工通车。

北段一期（火星北路）：该路北起浏阳河，南至人民东路，全长3.52公里，预计总投资2355万元。路幅宽66米，双向6车道，路幅两边为10米宽的绿化带。全路除11万伏高压线外，所有管线全部进入地下管网。于2001年5月开工，2002年12月竣工。
北段二期（南起浏阳河北至长沙县星沙蟠龙路）：自2006年12月8日开工建设，按照长沙市城市主干道标准设计，主道为24米，双向6车道，两侧为人行道、绿化带和非机动车道，全路幅宽46米。这次通车的是一期工程，全长3852米，其中开福区592米，长沙县星沙境内3260米。
南延长线（长沙县暮云段）：东与雨花区洞井镇金井路相接，西与芙蓉南路暮云段相连，全长3.12公里，2008年9月29日竣工通车。该路段按一级城市主干道标准设计，路幅宽66米，主车道宽24米，双向6车道，设计时速为60公里，总投资2.7亿元。全线设掉头车道6处，南北向地下人行通道1个。
北延线（星沙安沙段-在建）：起点位于长沙县潘龙路口，与已建万家丽北路对接，向北设跨河大桥跨越捞刀河后，路线继续向北延伸，终点位于北环南侧的琴塘冲尾。总长度3.879公里，预算建设总投资2.4049亿元，由中铁十局承建，于2011年7月13日动工兴建，预计2012年10月1日竣工。